# Eukoenenia juberthiei
Eukoenenia juberthiei är en spindeldjursart som beskrevs av Bruno Condé 1974. Eukoenenia juberthiei ingår i släktet Eukoenenia och familjen Eukoeneniidae.

## Underarter
Arten delas in i följande underarter:
- E. j. cytheriaca
- E. j. hellenica
- E. j. juberthiei